# Búsqueda de visión
La búsqueda de visión es un rito de paso de algunas culturas nativas americanas, conocida especialmente a través de la descripción etnográfica de los ritos de los Lakota, quienes la denominan con el término Hąbléčheya o Hanblecheyapi, que significa, llorar por una visión. También está enumerada como uno de los siete ritos secretos de aquel pueblo en la obra La Pipa Sagrada de Alce Negro. Su práctica tiene como objetivo obtener una visión por parte de los espíritus superiores a través del ayuno y el aislamiento, para así conseguir guía en un determinado asunto.

## Descripción
La búsqueda de visión es practicada por casi todas los pueblos nativos americanos de las Grandes Llanuras, para obtener sabiduría o poder del mundo de los espíritus a través de una visión. Junto con la Danza del Sol, es una de las principales prácticas de autosacrificio ritual de tales pueblos. Se le considera como un rito de paso, siendo una exigencia para hombres y mujeres adolescentes; como preparación a la guerra; como práctica shamánica; y como consulta espiritual en momentos de importancia en la vida personal o comunitaria. Uno de los informantes oglagla del etnógrafo James Riley Walker, explicaba:

La hanbleyapi es muy vieja. Es muy wakan (sagrada). Debe llevarse a cabo antes de intentar cualquier cosa de gran importancia. Uno debe celebrar siempre la ceremonia del baño de sudor antes de buscar la visión. La búsqueda de visión se realiza de diferentes maneras. En la mayoría de los casos uno va solo a una montaña después de hacer ciertas cosas de acuerdo a las costumbres y ahí espera la visión. Si se quiere la visión para cosas que son de gran importancia uno debe buscar el consejo de un shaman conocedor de estas cosas y hacerlas como él le indique.

Se realiza como una forma de ascetismo en donde por un periodo determinado de tiempo, que dura al menos un par de días, el suplicante se aislaba de su pueblo y se retiraba a un lugar solitario con la menor cantidad de pertenencias posibles y no hacía otra cosa que suplicar a los espíritus le concedieran una visión que le otorgara lo que pedía o se le revelara lo que pretendía conocer, absteniéndose, incluso, de comer o beber. La práctica comúnmente se precede de la purificación ritual a través del baño de sudor.

## Origen legendario
De acuerdo a una leyenda lakota, la práctica fue instaurada por Skan (el cielo), quien instruyó a un sabio llamado Ksa enseñar a los hombres como comunicarse con los espíritus. El primero en aprender fue un anciano llamado Wazi, a quien se le enseñó a llevar a cabo el hanblecheyapi de esta manera: 

«Limpia tu cuerpo y ve solo a un lugar donde no haya ninguna otra cosa viva. Quédate ahí sin comer o beber, meditando en el mensaje que quieres recibir hasta que venga a ti. Entonces regresa y cuéntaselo a tu pueblo. Si uno de los Espíritus quiere hablar a través tuyo el mensaje vendrá a ti como en un sueño.»

Además de la visión, el suplicante puede obtener otras gratificaciones sobrenaturales como la obtención de espíritus protectores y conocimiento shamánico. Los espíritus pueden, además, instruir una práctica permanente o imponer un tabú al visionario.